# Daovantien-Karstratte
Die Daovantien-Karstratte (Tonkinomys daovantieni) ist eine Nagetierart aus der Gruppe der Altweltmäuse (Murinae). Sie wurde im Jahr 2006 beschrieben und nach dem vietnamesischen Zoologen Đào Văn Tiến benannt. Der wissenschaftliche Gattungsname bezieht sich auf die Region Tonkin.
Das Fell von der Daovantien-Karstratte ist dunkelgrau gefärbt und am Rücken leicht stachelig, auch der Bauch ist dunkelgrau. Der Schwanz ist kurz und dick.
Diese Nagetiere leben in Vietnam in der Provinz Lạng Sơn, möglicherweise sind sie auch in den angrenzenden Regionen Chinas beheimatet. Ihr Lebensraum ist ein verkarstetes Kalksteingebiet, das mit Bäumen bestanden ist. Sie sind vorwiegend nachtaktiv, können aber manchmal auch tagsüber beobachtet werden. Ihre Nahrung besteht teilweise aus Insekten.
Die einzige Bedrohung dieser Art stellt vermutlich der Abbau des Kalksteins dar, genauere Angaben zum Gefährdungsgrad gibt es aber noch nicht. Die IUCN listet die Art unter „zu wenig Daten vorhanden“ (data deficient).

### Belege
1. ↑  Beolens, Watkins & Grayson: The Eponym Dictionary of Mammals. Johns Hopkins University Press, Baltimore 2009, ISBN 978-0-8018-9304-9, S. 98–99 (Dao Van Tien).